# Bingley
Bingley è una cittadina di 28.817 abitanti della contea del West Yorkshire, in Inghilterra.